# Anthony Braxton
Anthony Braxton, (Chicago, 1945. június 4. –) amerikai alt- és szopránszaxofonos, fuvolás, klarinétos, zeneszerző.

## Pályafutása
– Ön a fekete emberek képviselőjének tartja magát?

– Te jó isten! Nem. Miért, ön a fehér emberek képviselőjének tartja magát?
1968-ban készült Anthony Braxton „For Alto” című szólólemeze, (melyet azonban csak 1971-ben adták ki). 1969-ben több kortársához hasonlóan Párizsba költözött. 1970-ben csatlakozott Chick Corea akkoriban free dzsesszt játszó együtteséhez.
Zenekarvezetőként 1972-ben jelent meg New Yorkban. Szólólemezektől a big bandig minden összeállításban játszott. Kedvence leginkább a kvartett összeállítás.
Kenny Wheeler (trombita), George Lewis (harsona), Marilyn Crispell (zongora), Dave Holland, Mark Dresser (bőgő), Barry Altschul, Gerry Hemingway (dob) voltak kedvenc partnerei.
Braxton zeneszerzőként legalább annyira fontos zenész, mint improvizatív hangszeresként. Kompozíciói szokatlan utakon járnak. Nem áll tőlük messze a humor sem.
Győrben és Debrecenben is többször szerepelt. Szabados Györggyel 2005-ben lemezt is készített.

## Lemezválogatás
- 1968: For Alto
- 1988: Six Monk’s Compositions (1987)
- 1989: Seven Compositions
- 1989: Eight Lennie Tristano Compositions, 1989: For Warne Marsh
- 1990: Four (Ensemble) Compositions
- 1993: Anthony Braxton’s Charlie Parker Project
- 1993: Duo (London) 1993, + Evan Parker
- 1993: Trio (London) 1993, + Parker, Paul Rutherford
- 1995: 10 Compositions (+ Brett Larner)
- 2002: Ninetet (Yoshi’s) 1997 Vol. 1
- 2002: Solo (NYC) 2002
- 2003: Ninetet (Yoshi’s) 1997 Vol. 2
- 2008: Beyond Quantum, + Milford Graves, William Parker
- 2010: Old Dogs, + Gerry Hemingway
- 2010: Quartet (Mestre) 2008
- 2016: Duo (DCWM) 2013, + Miya Masaoka
- 2014: 10 Comp (Lorraine) 2022
- 2021: Quartet (Standards) 2020

## Díjak
- Guggenheim Fellowship

- MacArthur Fellows Program (1994)

- National Endowment for the Arts
- Doris Duke Performing Artist Award
- Honorary doctor of the University of Liège (2009)